# Powiat Średzki (Niederschlesien)
Der Powiat Średzki ist ein Powiat (Kreis) in der Woiwodschaft Niederschlesien in Polen mit dem Sitz Środa Śląska (Neumarkt). Der Powiat hat eine Fläche von 704 km², auf der 54.600 Einwohner leben.

## Gemeinden
Der Powiat umfasst fünf Gemeinden, davon
zwei Stadt-und-Land-Gemeinde:
- Miękinia (Nimkau)
- Środa Śląska (Neumarkt in Schlesien)

und drei Landgemeinden:
- Kostomłoty (Kostenblut)
- Malczyce (Maltsch)
- Udanin (Gäbersdorf)